# 栗林里莉
栗林 里莉（くりばやし りり、1987年4月16日 - ）は、日本のAV女優。アイドルグループSEXY-Jのメンバーで、元恵比寿マスカッツの4期生。東京都出身 ジャパントータルプロモーション所属。
デビュー当時はB83・W58・H80(Cカップ)

## 略歴
- 2008年5月 - MAX-A専属でAVデビュー。
- 2009年2月 - アイデアポケットに移籍。
- 2009年6月 - 『 Benkei〜静恋の涙〜』で初舞台を踏み、ヒロインの静御前を演じる。
- 2009年6月 - 「若妻くりりんはSEXがお好き」（1日発売）以降AV活動を休止。
- 2009年10月 - 映画『さまよう刃』にて映画初出演（10月10日公開）。
- 2010年3月 - 「帰って来た!本当のめちゃカワくりりん」（1日発売）にてAV活動復帰。
- 2010年4月 - 恵比寿マスカッツ4期生として加入、同年9月に恵比寿マスカッツを卒業。
- 2012年9月9日 - 並木優、琥珀うた、早乙女らぶ）とともに、「Milky Pop Generation」の初ライブに出演[2]。
- 2014年 - セガのゲーム「龍が如く」のキャラクター化をかけたセクシー女優人気投票にエントリーし、28位に選出され出演権を獲得[3]。
- 2014年10月1日より、デビュー当時から所属していた事務所「At Honeys」を離れ「ジャパントータルプロモーション」に移籍した事を発表した。
- 2015年4月27日 - イタリアのウディネで開催された国際映画祭『ウディネ・ファーイースト映画祭』にて、映画「メイクルーム」の上映、AV女優初の舞台挨拶登壇。[4]。
- 2015年5月 - セクシーアイドルグループSEXY-Jに加入。
- 2019年5月 - DJ RIRIPANDEMICとしてWARP SHINJUKUでDJデビュー。

## 人物
プロフィール
趣味は舞台鑑賞、カラオケ、LIVEに行くこと。
特技は一輪車
好きな食べ物はフルーツ、牛肉、韓国料理。
苦手な食べ物はシュークリーム、マカロン、モンブラン、レバー、メンチカツ、餃子。
音楽は、K-POP好きで、特に BIGBANG、東方神起、Block B、iKON 、BLACKPINKのファンであることを公言している。
ファンを「くりりん探検隊」と呼んでいる。
ブログ SNS
ブログの最初には必ず「くりりんだぉ( ^ω^ )」と示している。
幼少期の時に兵庫県神戸市、また広島と福岡に住んでいたことがあり、ブログやSNSでは関西弁を使用していることが多く、また広島弁と博多弁も使うこともできる。
女優活動
AVのみならず、映画や舞台で演じる役の幅が広い。 
AV女優としては数多くの映画や舞台に出演している。
2015年4月イタリアの国際映画祭『ウディネ・ファーイースト映画祭』にて、映画メイクルームの上映、AV女優初の舞台挨拶に登壇した。
音楽活動
2010年「ちょいとマスカット!」に恵比寿マスカッツ4期生として出演している。
同年7月、恵比寿マスカッツ1stコンサート      恵比寿マスカッツ殺人事件〜歌って踊って殺されて〜（SHIBUYA-AX）に出演。
8月にはサマーソニックに出演。
2012年には、音楽レーベルMilky Pop Generationに所属し、音楽活動を進めており、ライブ・CD発売している。
また、2015年5月から懐メロソングのカバー曲をメインとする、セクシーアイドルグループSEXY-Jにも加入し、ライブ・CD発売をしている。
2019年5月 DJ RIRIPANDEMICとしてDJデビュー。

## 作品

### アダルトビデオ
2008年
- MAX GIRLS 5（5月6日、マックス・エー）
- New Commer(5月9日、マックス・エー)
- 2本目だけど、ハードにいじめて。（6月13日、マックス・エー）
- MAX GIRLS6 ビキニ編（6月13日、マックス・エー）
- 制服狩り（7月11日、マックス・エー）
- MAX GIRLS7 オリンピック編（7月11日、マックス・エー）
- 連続絶頂イカせFUCK（8月8日、マックス・エー）
- MAX GIRLS8（8月8日、マックス・エー）
- エゴイストたちに愛されて（9月12日、マックス・エー）
- MAX GIRLS9 ストッキング編（9月12日、マックス・エー）
- 女教師狩り（10月10日、マックス・エー）
- MAX GIRLS10 チアガール編（10月10日、マックス・エー）

2009年
- FIRST IDEAPOCKET 4 栗林里莉 解禁（2月1日、アイデアポケット）
- DIGITAL CHANNEL DC58（3月1日、アイデアポケット）
- めざましFUCK ボクの彼女はアナウンサー（4月1日、アイデアポケット）
- 新任女教師 くりりん先生（5月1日、アイデアポケット）
- 若妻くりりんはSEXがお好き（6月1日、アイデアポケット）
- 栗といつまでも （10月1日、アイデアポケット）※ 総集編

2010年
- 帰って来た!本当のめちゃカワくりりん（3月1日、アイデアポケット）
- HyperIdeaPocket 究極の尻フェチマニアックス（4月1日、アイデアポケット）
- くりりんの濃厚な接吻とSEX（5月1日、アイデアポケット）
- カテキョ カワイイ顔してとってもスケベな家庭教師（6月1日、アイデアポケット）
- 里莉は僕のいいなりM奴隷（7月1日、アイデアポケット）
- 学校でしようよ!（8月1日、アイデアポケット）
- いちくり日記（9月1日、アイデアポケット）
- 見つめる愛情イラマチオ（10月1日、アイデアポケット）
- 汗だくSEX（11月1日、アイデアポケット）
- 検証・裏・栗林里莉（12月1日、アイデアポケット）

2011年
- 僕のかわいい妹くりりんと毎日中だしH（1月8日、SODクリエイト）
- 濡れてはいけない!?SOFT ON DEMANDO的人生は波乱万丈だ!ゲーム in SOD本社ビル（1月8日、SODクリエイト）
- 狂おしき接吻と情交  新妻と義父（2月19日、ヒビノ）
- 「女の口は嘘をつく。」雌女ANTHOLOGY♯91（3月4日、アウダースジャパン）
- ダサくて女々しいお兄ちゃんが、なんか最近、妙にソソる件（3月15日、ワープエンタテインメント）
- 学校で中出ししよッ（3月25日、KMP）
- お兄ちゃん、シテあげる No4（4月7日、アイエナジー）
- 縞パンツインテール微〇女 No2（4月8日、青空ソフト）
- 孕ませたい、妹、リリ（4月15日、NON）
- 近親相姦　父と兄を拒めない体（4月21日、ヒビノ）
- 24時間（4月22日、KMP）
- 栗の華（5月1日、アイデアポケット）
- 妹が助けを求めているのに手が出せずにいる僕は、思わずチ〇ポを握ってしまった（5月5日、NON）
- くりりんのオナニーの時間だよ（5月7日、SODクリエイト）
- 妹婚シスコン!妹のヨコシマな日常（5月15日、ワンズファクトリー）
- すっぴん。（6月24日、KMP）
- 痴漢バス　軽音部!（6月24日、TMA）
- 尻フェチプレイとロリ尻セックス（6月27日、実録出版）
- 放課後わりきりバイト33（7月8日、KMP）
- 浮気な可愛い団地妻　近所のスケベオヤジに玩具にされる（7月21日、ヒビノ）
- 恋する2つのココロとカラダ〜リリとミクの不思議な学園生活〜（7月22日、KMP）
- 生中出し新入女子社員　No16（8月12日、KMP）
- すぐに破れるコンドーム×栗林里莉（8月26日、EROTICA）
- 貧乳ロ〇ータ中出しレイプ（8月26日、TMA）
- 非日常（8月26日、TMA）
- 満員電車　尻コキ痴漢（9月9日、TMA）
- 瞳に恋して（9月13日、S-CUTE）
- 恋する乙女たちの宇宙学園 No2（9月23日、KMP）
- 大好き（10月1日、S-CUTE）
- SOFT ON DEMAND的超過激♥人生は波乱万丈だ!ゲーム 4時間SP（10月6日、SODクリエイト）
- 貧乳ツインテールコスプレ（10月21日、TMA）
- Good day,Good trip 一徹（11月5日、SILK LABO）
- 陵辱ヒロインセーラー戦士（11月11日、TMA）
- 美少女1泊2日中出し温泉旅行（11月22日、デジスタ）
- ミニ電マ付き 縞パンニーソックス強制○○ータ強制立ち電マ（11月25日、TMA）
- ツインテールサイハイソックス娘しか見たくない4時間（11月25日、TMA）
- 戦え！特命派遣女子社員（11月25日、KMP）
- 働くお姉さんのタイトスカート尻コキ（12月1日、TMA）
- 拝啓、お兄ちゃん（12月1日、ワンズファクトリー）
- スク水ロ●ータ中出し強姦（12月9日、TMA）

2012年
- スクール水着尻コキ（1月1日、TMA）
- 主張ソープNo2（1月7日、アキノリ）
- 学級委員長 生中出し（1月13日、TMA）
- バレないように彼女の親友とこっそりヤル! 6（1月19日、アキノリ）
- 美○女 肉壷扱い りり（1月26日、ラマ）
- A○B候補生強制オ○ンコ営業 りり（2月24日、サムシング）
- 同級生にオモチャにされる夢の学園生活No5（3月9日、KMP）
- 近親寝取られ相姦 義兄に虐られて（3月25日、HANABI）
- SOAPご奉仕最高級ソープ あなたはドコでヌク...？RiRi（4月7日、桃太郎映像出版）
- とってもエッチなナースたち（4月13日、KMP）
- 夜勤中に居眠りしている看護婦を夜這いしちゃった俺No2（4月21日、アキノリ）
- Fake/ero（4月25日、CMP）
- ムレムレブルマバスNo4（5月10日、ディープス）
- Faith/ero（6月8日、TMA）
- OLの部屋に潜む獣（6月22日、MAD）
- ビジネスホテルでマッサージを受けたら予想外に可愛い施術師が来て勃起して手を出した俺（7月5日、アキノリ）
- (裏)手コキクリニック完全版 性交クリニック妄想拡大スペシャル2（7月5日、SODクリエイト)
- コスプレ角オナニー（7月13日、TMA）
- 中出しブルマ○女狩り（7月13日、TMA）
- 魔法美少女フォンテーヌ（8月10日、GIGA）
- 大量発射誘発!!顔面騎乗（9月30日、MARRION）
- エロ尻騎乗位で責めてあげる（9月25日、アロマ企画）
- M専性癖悶絶!!M男責め（9月30日、MARRION）
- スーパーヒロイン絶体絶命 Vol.43 クレストピンク編（10月12日、GIGA）
- ありがとう10周年!至れり尽くせり究極のKMP学園祭スペシャル!!（10月26日、ケイ・エム・プロデュース）
- 目指せトップアイドル!! センターを目指して!（10月26日、ケイ・エム・プロデュース）
- 大人の保健室 特別版（11月23日、ケイ・エム・プロデュース）
- 発禁寸前 未体験 丸見え映像 三人のおねだり女子校生（12月7日、グレイズ）
- コキオナ カノジョのパーツでコキまくれ（12月14日、レアルワークス）
- スーパーヒロイン危機一髪 No46 セーラーアース編（12月14日、GIGA）

2013年
- 痩身エステと偽り火照り始めた人妻の体を責め続けた快楽エステサロン（2月12日、月刊パンチ）
- 混浴風呂に一人で来ている人妻に勃起したチ○コを見せつけ欲情させて温泉夜這い（2月19日、月刊パンチ）
- 拉致監禁 キャバ嬢拘束レイプ 嫌がるキャバ嬢を無理矢理力づくで狩る（3月12日、月刊パンチ)
- 訪問ヘルパーに性介護を懇願したらどこまでヤレるのか（3月19日、月刊パンチ）
- 童貞支援センター 厳選された若い女性で構成された筆下ろしのスペシャリストによる母性溢れる濃密な手ほどきで一生心に残る脱童貞セックス（3月23日、ソフトオンデマンド)
- 人妻ヘルスで働く女は欲求不満でセックスレスが多いから受身プレイで満足させれば本番できる（4月9日、月刊パンチ）
- 3回射精するまで許さない（6月21日、映天）
- 厨二病なら恋しよう（8月9日、TMA）
- めちゃくちゃかわいい女の子が勇気をだして俺に告白してきたので、当然そのままやりまくって、精子をぶっかけてやりました（8月1日、蜜月）
- やりすぎナースのヤリすぎ介護レッスン（8月9日、ケイ・エム・プロデュース）
- 地味で引っ込み思案の図書委員会は実は、エッチな事に興味津々で積極的（11月22日、ケイ・エム・プロデュース）

2014年
- おねだりメガネ美○女（1月1日、(Fetish Box）
- 甘えん坊のボクに浴びせられる優しい淫語（2月1日、(Fetish Box）
- イチャイチャ☆マジラブ200％有名AVと理想のデートで濃厚SEX4時間（2月14日、メディアステーション）
- The Room「W」羨望のM男ハーレムへようこそ3（2月5日、FUTURE）
- 挑発JKパンスト学園（2月25日、(ジャネス）
- M性感 男の潮吹きマッサージサロンNo4（3月1日、(Fetish Box）
- Under One　Roof Room 201（4月10日、SILK LABO）
- 仮性包茎好きのイタズラ美○女3（5月5日、(ジャネス）
- 童貞チ○ポと美女の卑猥な性交2溜まったザーメンを全部出し尽くしてあげる（5月9日、メディアステーション）
- 清楚でマジメな優等生 黒髪ロリ女子○生たちのエッチな猛反撃（5月23日、ケイ・エム・プロデュース）
- コスプレ萌えクイーン(7月5日、FUTURE)
- 女子◯生監禁レイプ(7月11日 メディアステーション）
- デパンデクサー プロレス技責め 腋責め 陵辱編 (7月25日 GIGA)
- 魔法のアイドル ドリーミー リリ(10月10日 GIGA)
- 中華幽霊ハンターシャンテン(10月10日 GIGA)
- THE BEST OF くりりん  栗林里莉 4時間 ※総集編 (11月11日 Fetish Box)
- 前から狙ってた若妻をついに犯してやった!「やめて」と言いつつもイヤラシイ身体は敏感に反応したから俺のチ◯ポで責めてやったら(11月25日 FUTURE)
- 「さっきからガマン汁でてるわよ」とじっと見つめられながら全身フェザータッチで僕のチ◯ポをギンギンにさせる 2「(11月25日 ジャネス)
- Dance Crazy 2 オマ◯コに喰い込むパンティを長回しで超アップでお見せします「(12月5日 ジャネス)
- 極 New Comer 8時間（12月12日、マックス・エー)
- マエバリ メコスジ   アナル 究極のストリップダンサー4 栗林里莉(12月15日、FUTURE)
- Dance Crazy 2 オマ◯コに喰い込むパンティを長回しで超アップでお見せします「(12月5日 ジャネス)
- 極上ヌキまくり痴女 淫語まみれのペニス狩り 8「(12月15日 ジャネス)

2015年
- 人妻、猥褻コスプレ あの衣装をもう一度!（7月7日、アタッカーズ）
- あなたに抱かれたい 愛される資格のない私の淫ら（8月13日、ミステリア／妄想族）
- 人妻強制受胎(11月7日、アタッカーズ)
- 狼の部屋(12月3日、アタッカーズ)

2016年
- 鬼フェラ地獄XXVII (1月8日、レアルワークス)
- 凄腕テクでイカされる濃厚発射と男の潮吹き(7月30日、ジャネス)

2017年
- 最高の射精の為にオナニーサポートR18 (9月29日、オルスタックソフト)

2018年
- 【VR】イチャラブ専門デリヘル嬢とたっぷり濃厚生中出しSEX！！(6月22日 KMPVR-bibi-)
- 【VR】突然家に来た同僚と奥さん。見るからに誘惑たっぷりだが、急遽泊まることになったので、まさか3人川の字で寝ることに！！こんなビッグチャンスある？？と思っているとこれが本当にキタキタキタ！‥(6月22日 KMPVR-bibi-)

### イメージビデオ
- DE LUCH（2012年8月30日、オルスタックピクチャーズ）共演：辰巳ゆい
- Love Switch another stories（2012年11月8日、SILK LABO）
- 湯けむりおっぱい 〜夏の陣〜（2012年11月28日、オルスタックピクチャーズ）
- Nude＆Beauty（2013年10月23日　AQUA）
- 最高の射精の為にオナニーサポート栗林里莉（2013年12月26日　Lunatic　AQUA）
- JIPPER (2015年8月5日 QR映像）

## 出演

### Vシネマ
2000年代
- 渋谷漂流少女（2009年）

2010年代
- ガチヤン ヤン女・美優 天上天下唯我独尊篇（2010年）
- ガチヤン ヤン女女素手喧嘩復讐篇（2010年）
- デコトラ★ギャル瀬菜（2010年、盲目ストリッパーあずみ 役）
- 雀妃（2010年、国士純 役）
- 極道鎮魂歌〜男たちのレクイエム〜（2010年）
- 衝撃ファイル!日本のコワ〜イ女たち 不倫の代償（2011年）※主演
- 恋愛コンプレックス（2011年）※主演
- 敏感テンプテーション〜初体験注意報〜（2012年）
- マン・ハンティング リザレクション（2012年）※主演
- 僕の彼女がエロい訳（2012年）
- ミッシング66（2012年）
- 高校教授（2012年）※主演
- ミッシング77（2013年）※主演
- ルーザー（2013年）
- ルーザー2（2013年）
- あぶない女刑事（2013年）※友田彩也香W主演
- 増蝕細胞ヒミコ（2013年）
- 農家に嫁いだ女 危険な同居愛（2022年3月2日、発売：ブリーズ、販売：アクセルエー）

### 映画
- さまよう刃（2009年）
- ごくつま刑事（2010年）
- 青春H 再会（2011年）※主演
- ハードロマンチッカー（2011年、マサルの彼女 役）
- 蝉の女 愛に溺れて（2012年）
- 強制飼育 OL肉奴隷（2014年）
- ノ・ゾ・キ・ア・ナ（2014年、）
- メイクルーム（2015年、Masako 役）[5]
- 色欲絵巻 千年の狂恋（2015年）
- エターナル・マリア（2016年、社長 役）
- メイクルーム2（2016年、キャンター） - Masako 役[6]
- 獣道（2017年）※ディレクターズカット
- トーキョー情歌　ふるえる乳首（2018年10月19日、オーピー映画）‐ 渡部ユズ役[7][8]
  - まん・なか You’re My Rock（2019年8月29日公開、オーピー映画）※トーキョー情歌～の一般公開編集版[9][10]
- ここではないどこかへ ～わたしが犯した罪と罰～（2021年11月5日、オーピー映画） - 佐々木早苗役[11]

### テレビドラマ
- 嬢王3 〜Special Edition〜 第5・6話（2010年、みさ 役）
- 特命係長 只野仁（2017年、坂本泉役）
- さすらい温泉♨遠藤憲一（2019年、テレビ東京）[12] - 湯けむり美女 役

### Webドラマ
- 特命係長 只野仁 最終話（2017年、坂本泉 役）

### テレビ番組
- 志村けんのバカ殿
 年の初めはバカ笑い！特大版（2009年1月8日、フジテレビ）- 混浴の腰元役
- ゴッドタン（2010年1月27日、テレビ東京）- DVD第5弾発売記念 雑ガマン選手権（新人AD役）
- ちょいとマスカット!（2010年4月7日 - 2010年9月29日、テレビ東京）
- おとなのびっくりクリニック2（2010年9月、日本海テレビ） - 9月マンスリーゲスト
- 桃のささやき #11（2010年11月24日初回放送、MONDO TV）
- ビートたけしのもう1回だけヤラせてTV（2010年12月28日、TBS）
- ビートたけしのあと五回だけヤラせてTV（2011年12月29日、TBS）
- ビートたけしのあと四回だけヤラせてTV（2012年3月28日、TBS）
- ビートたけしのあと6回だけヤラせてTV（2012年12月28日、TBS）
- ビ〜チ9（2015年11月、テレビ埼玉）※マンスリーゲスト

### Web配信
- スパローズのギリギリアウツ!? #54（2013年5月、ニコジョッキー）
- あっ、明日から下着上下そろえよー委員会。[13]（2013年、セクシーアイドルch）

### 舞台
- Benkei〜静恋の涙〜（2009年6月25日 - 28日　K.B.S. Project）- 静御前 役
- 悲しき天使（2009年10月27日 - 11月1日、STRAYDOG spirit's 演出：森岡利行）- 恵利 役
- 悲しき天使（2010年2月18日 - 2月28日、STRAYDOG spirit's 演出：森岡利行）- 恵利、久子 役
- キスより素敵な手を繋ごう（2010年3月24日 - 29日　ナイスコンプレックス）- 長谷川一恵 役
- 私立まるまる学園探偵部 みすてり!!（2010年4月2日 - 4日 まるまる学園プロジェクト）- 愛川まみ 役
- メイクルーム（2010年6月24日 - 27日、12月10日 - 12日、ハンドメイドビジョン演劇部、演出：森川圭）- 綾瀬まさみ役
- メイクルーム2（2010年12月22日 - 26日、ハンドメイドビジョン演劇部、演出：森川圭）- 綾瀬まさみ 役
- DESPERATE BROADWAY〜男と女のラビリンス〜（2011年4月1日 - 6日、キィーワード、演出：Dr.Pepper）- 理子 役
- 房総学園体育祭〜放課後のハジメちゃん〜（2011年12月6日 - 11日、劇団チキンハート、演出：大山晃一郎）- マリコ 役
- 房総学園期末テスト〜初めての宇宙旅行〜（2012年11月2日 - 7日、劇団チキンハート、演出：大山晃一郎）- マリコ 役
- 母の桜が散った夜（2013年4月3日 - 7日、STRAYDOG produce、演出：森岡利行）- 光代 役
- サラ金へおいでよ（2013年10月3日 - 9日、劇団チキンハート、演出：大山晃一郎） - ミミ役
- 幸福の黄色いタンメン(2014年11月6〜16日、劇団チキンハート、演出：大山晃一郎）- 和子 役
- 房総学園七不思議〜この世で一番強いやつ〜(2015年12月6〜14日、劇団チキンハート、演出：大山晃一郎）- ゲスト出演

### ゲーム
- 龍が如く0 誓いの場所（2015年3月12日、セガ）ハートのネックレスが欲しい彼女役

## ディスコグラフィ

### シングル
| 枚     | 発売日        | タイトル          | 規格品番   |
| ------ | ------------- | ----------------- | ---------- |
| 1st    | 2012年8月30日 | くりりん探検隊!!! | MPCD-15004 |
| カバー | 2015年8月5日  | キッスは目にして! |            |

### アイドルグループ関連作品
- 恵比寿マスカッツ時期参加作品
  - OECURA MAMBO/私マンボー（シングル、2010年7月7日、ユニバーサルミュージック）
  - 恵比寿マスカッツ殺人事件〜歌って踊って殺されて〜THE 1st STAGE（ライブDVD、2010年12月8日）
- SEXY-J時期参加シングル
  - 青春のフラッグ（カバー曲、2016年5月13日、first music）